# Cantón de Floirac
El cantón de Floirac era una división administrativa francesa, que estaba situada en el departamento de Gironda y la región de Aquitania.

## Composición
El cantón estaba formado por tres comunas:
- Bouliac
- Floirac
- Tresses

## Supresión del cantón de Floirac
En aplicación del Decreto nº 2014-192 de 20 de febrero de 2014, el cantón de Floirac fue suprimido el 22 de marzo de 2015 y sus 3 comunas pasaron a formar parte; dos del nuevo cantón de Cenon y una del nuevo cantón de Créon.